# Circolo Nautico Posillipo 2025-2026
Il Circolo Nautico Posillipo nella stagione 2025-2026 partecipa per la 48ma volta al massimo campionato di pallanuoto maschile di Serie A1. 
Gioca le sue partite interne alla Piscina Felice Scandone di Napoli.

## Rosa
| N° |                     | Ruolo | Giocatore               |
| -- | ------------------- | ----- | ----------------------- |
| 13 | Italia (bandiera)   | P     | Roberto Spinelli        |
| 1  | Italia (bandiera)   | P     | Luca Izzo               |
|    | Italia (bandiera)   | P     | Roberto Longo           |
| 10 | Italia (bandiera)   | D     | Zeno Bertoli            |
| 14 | Italia (bandiera)   | D     | Giobatta Valle          |
| 2  | Italia (bandiera)   | A     | Agostino Maria Somma    |
|    | Italia (bandiera)   | A     | Mattia Rocchino         |
| 7  | Italia (bandiera)   | A     | Vincenzo Renzuto Iodice |
| 11 | Ungheria (bandiera) | D     | Milos Milicic           |
|    | Italia (bandiera)   | D     | Jacopo Parrella         |

| N° |                       | Ruolo | Giocatore            |
| -- | --------------------- | ----- | -------------------- |
|    | Italia (bandiera)     | A     | Davide Varallo       |
| 8  | Italia (bandiera)     | A     | Nicola Cuccovillo    |
|    | Serbia (bandiera)     | A     | Milos Maksimovic     |
|    | Montenegro (bandiera) | A     | Danilo Radovic       |
| 6  | Italia (bandiera)     | CB    | Emiliano Aiello      |
|    | Italia (bandiera)     | CB    | Ernesto Maria Serino |
| 12 | Italia (bandiera)     | CV    | Paride Saccoia       |
| 5  | Italia (bandiera)     | CV    | Giuliano Mattiello   |

## Staff tecnico
- Allenatore: Giuseppe Porzio
- Medico Sociale: Guglielmo Lanni
- Preparatore Atletico: Francesco Rizzo
- Fisioterapista: Silvio Ausiello

## Mercato
| Acquisti | Acquisti                | Acquisti    |
| R.       | Nome                    | da          |
| -------- | ----------------------- | ----------- |
| D        | Danilo Radovic          | Jadran H.N. |
| A        | Milos Maksimovic        | Galatasaray |
| A        | Jacopo Parrella         | USA         |
| A        | Vincenzo Renzuto Iodice | Sabadell    |

| Cessioni | Cessioni         | Cessioni      | Cessioni |
| R.       | Nome             | a             |          |
| -------- | ---------------- | ------------- | -------- |
| A        | Darko Brguljan   | fine rapporto |          |
| A        | Marko Radulovic  | fine rapporto |          |
| A        | Lorenzo Briganti | fine rapporto |          |
|          | Fabio Angelone   | fine rapporto |          |
|          | Emanuele Miraldi | fine rapporto |          |

## Risultati

### Serie A1

#### Girone di andata
| Roma 4 ottobre 2025, ore 16:00 CEST 1ª giornata | Olympic Roma | – | Posillipo | Piscina Valco San Paolo |

| Napoli 11 ottobre 2025, ore 19:30 CEST 2ª giornata | Posillipo | – | AN Brescia | Piscina Felice Scandone |

| Salerno 18 ottobre 2025, ore 17:00 CET 3ª giornata | Salerno | – | Posillipo | Piscina Simone Vitale |

| Napoli 22 ottobre 2025, ore 15:00 CEST 4ª giornata | Posillipo | – | Trieste | Piscina Felice Scandone |

| Genova 25 ottobre 2025, ore 15:00 CET 5ª giornata | Pro Recco | – | Posillipo | Piscina Comunale Sori |

| Napoli 1 novembre 2025, ore 16:00 CET 6ª giornata | Posillipo | – | Canottieri Napoli | Piscina Felice Scandone |

| Napoli 8 novembre 2025, ore 15:00 CET 7ª giornata | Posillipo | – | De Akker Bologna | Piscina Felice Scandone |

| Palermo 15 novembre 2025, ore 15:00 CET 8ª giornata | Telimar Palermo | – | Posillipo | Piscina Comunale di Terrasini |

| Napoli 22 novembre 2025, ore 15:00 CET 9ª giornata | Posillipo | – | Quinto | Piscina Felice Scandone |

| Firenze 29 novembre 2025, ore 16:00 CET 10ª giornata | Florentia | – | Posillipo | Piscina Francesco Scudieri |

| Napoli 6 dicembre 2025, ore 15:00 CET 11ª giornata | Posillipo | – | Savona | Piscina Felice Scandone |

| Siracusa 9 dicembre 2025, ore 15:00 CET 12ª giornata | Ortigia | – | Posillipo | Piscina Paolo Caldarella |

| Napoli 12 dicembre 2025, ore 15:00 CET 13ª giornata | Posillipo | – | Roma Vis Nova | Piscina Felice Scandone |

#### Girone di ritorno
| Napoli 31 gennaio 2026, ore 15:00 CET 14ª giornata | Posillipo | – | Olympic Roma | Piscina Felice Scandone |

| Brescia 14 febbraio 2026, ore 15:45 CET 15ª giornata | AN Brescia | – | Posillipo | Centro Natatorio Mompiano |

| Napoli 21 febbraio 2026, ore 19:30 CET 16ª giornata | Posillipo | – | Salerno | Piscina Felice Scandone |

| Trieste 28 febbraio 2026, ore 16:00 CET 17ª giornata | Trieste | – | Posillipo | Polo Natatorio "Bruno Bianchi" |

| Napoli 7 marzo 2026, ore 19:30 CET 18ª giornata | Posillipo | – | Pro Recco | Piscina Felice Scandone |

| Napoli 14 marzo 2026, ore 16:30 CEST 19ª giornata | Canottieri Napoli | – | Posillipo | Piscina Felice Scandone |

| Bologna 28 marzo 2026, ore 15:00 CEST 20ª giornata | De Akker Bologna | – | Posillipo | Piscina Carmen Longo |

| Napoli 15 aprile 2026, ore 15:00 CEST 21ª giornata | Posillipo | – | Telimar Palermo | Piscina Felice Scandone |

| Genova 18 aprile 2026, ore 15:00 CEST 22ª giornata | Quinto | – | Posillipo | Piscina Marco Paganuzzi |

| Napoli 29 aprile 2026, ore 15:00 CEST 23ª giornata | Posillipo | – | Florentia | Piscina Felice Scandone |

| Savona 6 maggio 2026, ore 15:00 CET 24ª giornata | Savona | – | Posillipo | Piscina Carlo Zanelli |

| Napoli 16 maggio 2026, ore 16:00 CET 25ª giornata | Posillipo | – | Ortigia | Piscina Felice Scandone |

| Roma 27 maggio 2026, ore 15:00 CET 26ª giornata | Roma Vis Nova | – | Posillipo | Stadio del Nuoto Monterotondo |

## Statistiche

### Statistiche di squadra
- Statistiche aggiornate al 15 luglio 2025.

| Competizione       | Punti | In casa | In casa | In casa | In casa | In casa | In casa | In trasferta | In trasferta | In trasferta | In trasferta | In trasferta | In trasferta | Totale | Totale | Totale | Totale | Totale | Totale | DR |
| Competizione       | Punti | G       | V       | N       | P       | Gf      | Gs      | G            | V            | N            | P            | Gf           | Gs           | G      | V      | N      | P      | Gf     | Gs     | DR |
| ------------------ | ----- | ------- | ------- | ------- | ------- | ------- | ------- | ------------ | ------------ | ------------ | ------------ | ------------ | ------------ | ------ | ------ | ------ | ------ | ------ | ------ | -- |
| Serie A1           |       | 13      |         |         |         |         |         | 13           |              |              |              |              |              | 26     |        |        |        |        |        |    |
| Playoff            | -     |         |         |         |         |         |         |              |              |              |              |              |              |        |        |        |        |        |        |    |
| LEN Conference Cup |       |         |         |         |         |         |         |              |              |              |              |              |              |        |        |        |        |        |        |    |
| Totale             | -     |         |         |         |         |         | 142     | 15           |              |              |              |              |              | 30     |        |        |        |        |        |    |

### Classifica marcatori
| Tot. | Giocatore | A1 | Play-Off |
| ---- | --------- | -- | -------- |
|      |           |    |          |
|      |           |    |          |
|      |           |    |          |
|      |           |    |          |
|      |           |    |          |
|      |           |    |          |
|      |           |    |          |
|      |           |    |          |
|      |           |    |          |
|      |           |    |          |